# Кантемиров, Ирбек Алибекович
Ирбе́к Алибе́кович Кантеми́ров (2 июня 1928 — 14 мая 2000) — советский осетинский и российский артист цирка, наездник-джигит и дрессировщик лошадей. Народный артист СССР (1989).

## Биография
Родился 2 июня 1928 года под Ярославлем (по другим источникам — во Владикавказе). Ирбек Кантемиров — представитель знаменитой династии наездников Кантемировых, средний сын основателя цирковой династии А. Т. Кантемирова (1882—1975), народного артиста РСФСР (1966).
В конном спорте стал 5-кратным чемпионом СССР (1948—1952), чемпионом РСФСР (1954) и Вооружённых Сил (1952) по джигитовке; мастер спорта СССР.
На арене с 1935 года. Многолетний руководитель знаменитой конно-цирковой трупы «Али-Бек» Союзгосцирка (с 1972 года). Постановки труппы — «Конные игры народов СССР», «По планете на коне», «Карнавал на Кубе». Гастролировал с труппой во многих цирках СССР и за рубежом. В 1994 году покинул арену.
Один из основателей советской школы каскадёров кино. Снимался и участвовал в постановках трюков в более чем в пятидесяти кинокартинах.
Скончался 14 мая 2000 года. Похоронен во Владикавказе на Аллее Славы Красногвардейского парка.

## Награды и звания
- Заслуженный артист РСФСР (05.10.1960)[3]
- Народный артист РСФСР (30.05.1980)
- Народный артист СССР (17.08.1989)
- Заслуженный артист Северо-Осетинской АССР (1949)
- Народный артист Республики Северная Осетия — Алания (1997)
- Государственная премия Северо-Осетинской АССР им. К. Л. Хетагурова (1977)
- Орден Дружбы народов
- Орден Трудового Красного Знамени
- Орден «Знак Почёта»
- Медаль «Во славу Осетии» (1997)
- Диплом и нагрудный знак «За социалистическую культуру» (1956, Венгрия)
- Лауреат Всесоюзного конкурса циркового искусства (1969)
- Знак «Золотая шпора» (ассоциация мексиканских наездников «Чарро педригаль» (1976)[4].

## Фильмография
- 1947 — Мальчик с окраины
- 1950 — Смелые люди — эпизод
- 1953 — Застава в горах
- 1956 — Старик Хоттабыч
- 1956 — Иван Франко
- 1957 — Лично известен
- 1958 — Атаман Кодр
- 1958 — Олеко Дундич
- 1961 — Старожил
- 1965 — Осетинская легенда — эпизод
- 1966 — Неуловимые мстители
- 1979 — Возьми меня с собой — руководитель цирковыми наездниками
- 1984 — Первая конная — руководитель цирковыми наездниками

Каскадёр
- 1986 — Лермонтов — постановщик конных трюков